# Gelanes simillimus
Gelanes simillimus är en stekelart som beskrevs av Horstmann 1981. Gelanes simillimus ingår i släktet Gelanes och familjen brokparasitsteklar. Arten är reproducerande i Sverige. Inga underarter finns listade i Catalogue of Life.